# SWEET MEMORIES BEST SONGS SELECTION
『SWEET MEMORIES BEST SONGS SELECTION』（スウィートメモリーズ・ベストソングスセレクション）は、山下久美子のベスト・アルバム。2000年10月21日に日本コロムビアから発売された。

## 概要
デビュー20周年記念のベスト・アルバムとして発売され、日本コロムビアから発売された楽曲の中から、山下自身が選曲した楽曲と未発表曲が収録されている。

## 収録曲
| #         | タイトル                                              | 作詞                   | 作曲           | 編曲                                    | 時間  |
| --------- | ----------------------------------------------------- | ---------------------- | -------------- | --------------------------------------- | ----- |
| 1.        | 「こっちをお向きよソフィア」                          | 康珍化                 | 大沢誉志幸     | Hugh McCracken                          | 4:07  |
| 2.        | 「スローナンバーのあとで」                            | 竹花いち子             | 亀井登志夫     | 吉田建 ストリングス・アレンジ: 国吉良一 | 4:48  |
| 3.        | 「シャンプー」                                        | 康珍化                 | 山下達郎       | 石田長生                                | 3:47  |
| 4.        | 「A Silver Girl (ずっと昔から)」                      | 佐野元春               | 佐野元春       | 大村憲司                                | 4:07  |
| 5.        | 「So Young」                                          | 佐野元春               | 佐野元春       | 伊藤銀次                                | 2:16  |
| 6.        | 「バスルームから愛をこめて」                          | 康珍化                 | 亀井登志夫     | 松任谷正隆                              | 4:02  |
| 7.        | 「抱きしめてオンリィ・ユー」                          | 康珍化                 | 亀井登志夫     | 大村憲司                                | 4:41  |
| 8.        | 「瞳いっぱいの涙 (Single Version)」                   | 康珍化                 | 原田真二       | 後藤次利                                | 4:05  |
| 9.        | 「秋ラメきれないNight Movie」                         | 銀色夏生               | 筒美京平       | Hugh McCracken                          | 2:27  |
| 10.       | 「微笑みのその前で」                                  | 山下久美子             | 布袋寅泰       | 布袋寅泰 コーラスアレンジ: ホッピー神山 | 2:54  |
| 11.       | 「涙がとまらない」                                    | 康珍化                 | 大沢誉志幸     | 大村憲司                                | 4:08  |
| 12.       | 「時代遅れの恋心」                                    | 下田逸郎               | 大沢誉志幸     | 大村憲司                                | 5:11  |
| 13.       | 「LOVIN' YOU」                                        | 三浦徳子               | Hugh McCracken | 大村雅朗                                | 3:51  |
| 14.       | 「オートリバースで恋してる」                          | 銀色夏生               | 亀井登志夫     | 大村雅朗                                | 4:03  |
| 15.       | 「SINGLE」                                            | 竹花いち子・山下久美子 | 布袋寅泰       | 布袋寅泰                                | 3:56  |
| 16.       | 「星になった嘘」                                      | 竹花いち子             | 亀井登志夫     | 吉田建・国吉良一                        | 4:23  |
| 17.       | 「赤道小町ドキッ」                                    | 松本隆                 | 細野晴臣       | 大村憲司                                | 3:12  |
| 18.       | 「REINCARNATION (Remixed Long Version With Strings)」 | 布袋寅泰               | 布袋寅泰       | 布袋寅泰 ストリングスアレンジ: 中西俊博 | 6:26  |
| 19.       | 「ハートはいつもロンリー・ビート」(未発表)            | 銀色夏生               | 大沢誉志幸     | 大村憲司                                | 3:33  |
| 合計時間: | 合計時間:                                             | 合計時間:              | 合計時間:      | 合計時間:                               | 75:57 |

## 楽曲解説
1. こっちをお向きよソフィア
  - 8thシングル。
2. スローナンバーのあとで
  - 9thスタジオ・アルバム『BLONDE』収録曲。
3. シャンプー
  - 3rdスタジオ・アルバム『雨の日は家にいて』収録曲。
  - アン・ルイスのアルバム『PINK PUSSYCAT』に収録されている楽曲のカバー。
4. A Silver Girl (ずっと昔から)
  - 5thスタジオ・アルバム『Baby Baby』収録曲。
5. So Young
  - 3rdスタジオ・アルバム『雨の日は家にいて』収録曲。
6. バスルームから愛をこめて
  - 1stシングル。
7. 抱きしめてオンリィ・ユー
  - 4thスタジオ・アルバム『抱きしめてオンリィ・ユー』収録曲。
8. 瞳いっぱいの涙 (Single Version)
  - 11thシングル。
9. 秋ラメきれないNight Movie
  - 8thシングル「こっちをお向きよソフィア」のB面曲。
10. 微笑みのその前で
  - 20thシングル。
11. 涙がとまらない
  - 4thスタジオ・アルバム『抱きしめてオンリィ・ユー』収録曲。
12. 時代遅れの恋心
  - 4thスタジオ・アルバム『抱きしめてオンリィ・ユー』収録曲。
13. LOVIN' YOU
  - 9thシングル。
14. オートリバースで恋してる
  - 9thシングル「LOVIN' YOU」のB面曲。
  - AKAI『プロパティ』イメージ・ソング
15. SINGLE
  - 16thシングル。
  - 花王『ピュア』CFイメージソング
16. 星になった嘘
  - 12thシングル。
17. 赤道小町ドキッ
  - 6thシングル。
  - カネボウ化粧品キャンペーンイメージソング
18. REINCARNATION (Remixed Long Version With Strings)
  - 17thシングル。
19. ハートはいつもロンリー・ビート (未発表)